# Barton in the Beans
Barton in the Beans – wieś w Anglii, w hrabstwie Leicestershire, w dystrykcie Hinckley and Bosworth, w civil parish Shackerstone. Leży 3 km od Market Bosworth. W 1931 roku civil parish liczyła 177 mieszkańców. Barton in the Beans jest wspomniana w Domesday Book (1086) jako Bartone.